# Celama trigonota
Celama trigonota är en fjärilsart som beskrevs av Edward Meyrick 1886. Celama trigonota ingår i släktet Celama och familjen trågspinnare. Inga underarter finns listade i Catalogue of Life.